# Доспехи Бога 3: Миссия Зодиак
«Доспе́хи Бо́га 3: Ми́ссия Зодиа́к» (кит. 十二生肖) — китайский комедийный боевик с Джеки Чаном в главной роли, продолжение фильмов «Доспехи Бога» (1986) и «Доспехи Бога 2: Операция Кондор» (1991). Как и в предыдущих двух частях, Джеки Чан выступил не только как актёр, но и как сценарист, продюсер и режиссёр картины.
Фильм выиграл в категории «Лучшая хореография» на 32-й Гонконгской кинопремии.
Собрав 850 млн юаней в отечественном прокате, «Миссия Зодиак» оказалась вторым по кассовым сборам китайским фильмом в своей стране.
Мировая премьера состоялась 12 декабря 2012 года, премьера в РФ — 31 января 2013 года.

## Сюжет
Главный герой — работающий по всему миру охотник за сокровищами Джей Си по кличке Ястреб. Известный антиквар предлагает ему отыскать шесть редких статуэток в виде голов животных. В своё время эти бронзовые скульптуры входили в набор из 12-ти предметов, олицетворявших знаки зодиака. Фигурки украшали фонтан легендарного Летнего дворца на окраине Пекина. В 1860 году величественное сооружение было разграблено и разрушено англо-французскими войсками на исходе Второй Опиумной войны, а статуэтки безвозвратно утеряны.
Сначала Джей Си с командой помощников отправляется во Францию, поскольку две статуэтки хранятся у одного из французских коллекционеров. В процессе операции по изъятию бронзовых скульптур из хорошо охраняемого замка Джей Си знакомится с Коко — китайской студенткой, учащейся в Париже. Девушка принимает активное участие в глобальной кампании по возвращению утраченных культурных ценностей в страны, откуда они были вывезены. Попутно Джей Си наживает себе злейшего врага в лице Пьера, шефа охраны замка Шато Марсо. Вместе с тем, охотник за сокровищами обретает верного друга в лице Кэтрин, разорившейся аристократки, в доме которой он находит одну из статуэток. Коко и Кэтрин присоединяются к компании Ястреба.
Группа в обновлённом составе направляется на тропический остров, где среди обломков севшего на мель корабля спрятаны ещё две статуэтки. В тропиках Джею Си и его друзьям противостоит банда пиратов. Вернувшись домой, Джей Си узнает, что таинственный заказчик уже собрал шесть других статуэток.

## В ролях
- Джеки Чан — Джей Си (Азиатский ястреб)
- Квон Сан У — Саймон
- Ляо Фань — Дэвид
- Синтхун Яо — Коко
- Кенни Джи — пилот
- Лаура Вайссбеккер — Кэтрин
- Оливер Платт — Лоуренс Морган
- Кэйтлин Дешель — Кейти
- Шу Ци — Дэвида жена
- Чжан Ланьсинь — Бонни
- Винсент Ши Цзунань — Майкл Морган
- Кэри Вудворт — Джонатан
- Пьер Бурдо — пират
- Уилсон Чэнь Байлинь — У Цин
- Кен Лу Хуэйгуан — пират главный
- Линь Фэнцзяо — жена Джейси
- Дэниел Ву — доктор в больнице
- Стив Лю Чэнцзюнь — король пиратов
- Бай Бин — Лили